# Filip Evans
Filip Evans SJ (ur. 1645 w Monmouth (Walia), zm. 22 lipca 1679) – święty Kościoła katolickiego, męczennik, ofiara prześladowań antykatolickich.

## Życiorys
Przebywając w Europie podjął studia w kolegium angielskim w Saint-Omer. W 1665 roku został przyjęty do Towarzystwa Jezusowego. Święcenia kapłańskie przyjął w Liège. Po powrocie do kraju, który nastąpił w 1675 roku prowadził działalność apostolską na terenie Południowej Walii. W wyniku nasilenia się prześladowań, za sprawą fałszywych oskarżeń, jakoby planował zamach na króla Karola II Stuarta, sprokurowanych przez niejakiego Titusa Oatesa za  wydanie Filipa Evansa wyznaczono nagrodę w wysokości 200 funtów. Mimo grożącego aresztowania nie porzucił swej działalności pozostając kapelanem Christophera Turberville, w którego domu został zatrzymany. 2 grudnia 1678 został aresztowany. Uwięziony był w lochach zamku Cardiff. Początkowo przez trzy tygodnie przebywał w izolatce. Proces odwlekał się przez wiele miesięcy, gdyż nie można było znaleźć osób gotowych poświadczyć kapłaństwo Filipa Evansa. Odmówiwszy złożenia przysięgi na supremację króla nad Kościołem skazany został 3 maja 1679 za zdradę na powieszenie, wybebeszenie i poćwiartowanie. Przed egzekucją gościł przyjaciół i grywał na harfie, a do współtowarzysza powiedział: 

Do widzenia, ks. Lloydzie..., wkrótce się przecież zobaczymy.

 22 lipca zamordowany został razem ze współwięźniem Janem Lloydem. Wchodząc na szubienicę powiedział: 

To najlepsza ambona jaką człowiek może mieć na głoszenie nauki, w związku z tym, nie mogę powstrzymać się, aby powiedzieć jeszcze raz, że umrę dla Boga i w imię religii.

Zapamiętany został jako męczennik i kapłan znany z gorliwości i miłości oraz odwagi z jaką opiekował się katolikami.
Święty Filip Evans jest patronem kościoła Sant Philip Evans i szkoły St Philip Evans R.C. Primary School w Cardiff.
Wspomnienie liturgiczne przypada w dies natalis.
Beatyfikowany został 15 grudnia 1929 przez Piusa XI, a kanonizowany w grupie Czterdziestu męczenników Anglii i Walii przez Pawła VI 25 października 1970 roku.